# Mashpee
Mashpee és una població dels Estats Units a l'estat de Massachusetts. Segons el cens del 2000 tenia 12.946 habitants.

## Demografia
Segons el cens del 2000, Mashpee tenia 12.946 habitants, 5.256 habitatges, i 3.652 famílies. La densitat de població era de 212,9 habitants/km².
Dels 5.256 habitatges en un 30,8% hi vivien nens de menys de 18 anys, en un 55,7% hi vivien parelles casades, en un 11,1% dones solteres, i en un 30,5% no eren unitats familiars. En el 25% dels habitatges hi vivien persones soles el 10,2% de les quals corresponia a persones de 65 anys o més que vivien soles. El nombre mitjà de persones vivint en cada habitatge era de 2,44 i el nombre mitjà de persones que vivien en cada família era de 2,91.
Per edats la població es repartia de la següent manera: un 24,7% tenia menys de 18 anys, un 4,6% entre 18 i 24, un 28,4% entre 25 i 44, un 23,7% de 45 a 60 i un 18,6% 65 anys o més.
L'edat mediana era de 41 anys. Per cada 100 dones de 18 o més anys hi havia 85,1 homes.
La renda mediana per habitatge era de 50.871 $ i la renda mediana per família de 56.702$. Els homes tenien una renda mediana de 43.922 $ mentre que les dones 31.416$. La renda per capita de la població era de 25.215$. Entorn del 4,5% de les famílies i el 5,5% de la població estaven per davall del llindar de pobresa.